# Martin V.
Martin V., vlastním jménem Odo z Colonny (1368–20. února 1431), byl římský papež, 206. papež katolické církve (1417–1431). Zvolen byl 11. listopadu 1417 na kostnickém koncilu v konkláve složeném z 23 kardinálů a 30 delegátů koncilu. Jeho zvolení prakticky ukončilo Velké papežské schizma.

## Život
Pocházel ze staré a urozené římské rodiny Colonnů, studoval v Bologni. Římský papež Inocenc VII. (1404–1406) ho jmenoval kardinálem. Za pontifikátu jeho nástupce Řehoře XII. (1406–1415) byl jedním ze 7 kardinálů, kteří vedli nespokojence proti němu, kteří se odvolali proti papeži k Bohu a kteří svolali pisánský koncil (1409). Tam byl Řehoř XII. sesazen a novým papežem byl zvolen Alexandr V. (1409–1410).
Když byl na kostnickém koncilu Odo z Colonny zvolen papežem Martinem V., zakázal odvolání proti papeži. Také musel získat Řím, který byl tou dobou obsazen Neapolci. To se mu podařilo vyjednáváním i silou zbraní 28. září 1419, kdy slavnostně vjel do města. V roce 1419 povolil benediktinům zrušení společné ložnice – dormitáře, což vedlo obecnému prosazení samostatných klášterních cel.
Ještě jako kardinál byl jmenován jedním z komisařů při procesu s Janem Husem a podílel se na jeho odsouzení. Také později se tvrdě stavěl proti jeho následovníkům – vyhlásil pět křížových výprav proti českým husitům, porážky poslední z nich u Domažlic se ale nedožil.
Roku 1425 vydal dekret na reformu církve, 1431 svolal basilejský koncil, ale jeho zahájení se také nedožil. Zemřel raněn mrtvicí.

## Zajímavosti

### Bula proti husitům (Omnium plasmatoris Domini)
Papež Martin V. vydal již 22. února 1418 dvě buly (In eminentis a Inter cunctas), ve kterých potvrdil rozsudky nad Husem i Jeronýmem a všechny výnosy kostnického koncilu proti husitství včetně zatracení přijímání pod obojí. V bule Inter cunctas jsou výslovně uvedeny odsouzené výroky Husovy (i jeho předchůdce Viklefa) a je přidán také návod, jak má být prováděn výslech lidí, kteří jsou podezřelí z viklefovské a husitské hereze.
O dva roky později vydal papež ve Florencii bulu Omnium plasmatoris Domini, datovanou 1. března 1420. Chválí v ní krále Zikmunda za úsilí o vykořenění viklefovců a husitů a ukládá ostatním panovníkům, dalším světským vrchnostem a všem křesťanům, aby také přispěli k vyhubení uvedených kacířů. Kdykoli král Zikmund podnikne na kacíře válečný útok, jsou církevní hodnostáři povinni vybízet ve všech místech lid k účasti na křížové výpravě. Těm, kdo výzvu přijmou, připnou kněží na ramena kříž. Místo osobní účasti ve válce je možné za sebe postavit najaté bojovníky. Pokud se účastníci křížové výpravy vyzpovídají a projeví lítost, získají plnomocné odpustky a dostane se jim odpuštění i těch nejtěžších hříchů, jejichž rozhřešení bylo jinak vyhrazeno pouze papeži.
Bulu slavnostně vyhlásil v neděli 17. března 1420 ve Vratislavi papežův legát Fernando de Palacios, biskup španělského města Lugo, za účasti krále Zikmunda, mnoha prelátů a světských knížat. Vyhlášením buly započala první křížová výprava proti husitům.
My na nejvyšší míru v Pánu schvalujeme zdravý úmysl krále římského, jehož královská vláda se uplatňuje i v Uhrách, Čechách, Dalmácii a Charvátsku, a s očima obrácenýma k nebi, o jehož záležitosti tu jde, usedavě se modlíme za jeho zdar a vybízíme každého, všechny krále, vévody, markrabí, knížata, pány a hrabata, vrchnosti, hejtmany, v moci postavené a všechny ostatní úředníky i jejich zástupce, jakož i městské obce a správy podhradí, hradů a všech ostatních míst, i všechny horlitele křesťanského jména všech stavů, a zapřísaháme je skrze vylitou krev nejslavnějšího Vykupitele v otcovské lásce a nabádáme je pro odpuštění hříchů, aby se mocně a mužně opásali k dílu vyhlazení viklefistů, husitů a ostatních kacířů i jejich příznivců, ochránců a obránců, chtějí-li získat odpustky, které zdar tohoto podniku šťastně podepřou.
Martin V., Omnium plasmatoris Domini,  výňatek